# Luciobarbus capito
Luciobarbus capito är en fiskart som först beskrevs av Güldenstädt, 1773.  Luciobarbus capito ingår i släktet Luciobarbus och familjen karpfiskar. IUCN kategoriserar arten globalt som sårbar. Inga underarter finns listade i Catalogue of Life.